# Газы Герай (кубанский сераскир)
Газы́ Гера́й (Гире́й) (крым. Ğazı Geray, غازى كراى‎; ум. после 1780) — кубанский сераскир, сын кубанского сераскира Бахти Герая (убит 1729) и внук крымского хана Девлета II Герая.

## Биография
В 1760-х годах Газы Герай занимал должность сераскира находившейся в подчинении Крымского ханства Кубанской орды.
Сторонник Российской империи. Еще в 1751 году Газы Герай тайно просил русское правительство предоставить ему убежище в Астрахани, но ему было отказано по той причине, что русские власти хотели иметь союзника в лице кубанского сераскира во время военных действий.
Во время русско-турецкой войны (1768—1774) Газы Герай даже «склонялся ко вступлению в российское подданство», но этого не произошло.
В декабре 1772 года царские власти обсуждали вопрос о назначении кубанским сераскиром султана Газы Герая, верного России чингизида из рода крымских ханов. Екатерина Великая поручила тайно содействовать его избранию. Газы Герай поддерживал связь с российским командованием через кабардинского пристава Д. В. Таганова, который 15 марта 1773 года писал генерал-поручику Иоганну де Медему, что ездил в «Жантемиров кабак… для свидания с Казгирей Султаном».
Екатерина II рассчитывала распространить своё влияние на Кубанскую орду, избрав общего сераскира для всех ногайцев. Она отмечала, что Газы Герай имел авторитет и доверенность в союзных ногайских ордах, и «издавна в особливом уважении находится не только у кабардинцев, но и у всех горских народов», поэтому приказала командующему войсками в Крыму содействовать выбору его сераскиром. Весной 1774 года русское правительство назначило Газы Герая серкаскиром ногайских орд в Закубанье. Однако вскоре должность сераскира занял его двоюродный брат, царевич Шахин Герай, пользовавшийся поддержкой генерал-поручика Евдокима Щербининина, российского представителя в Крымском ханстве, и влиятельного ногайского мурзы Джан-Мамбет-бея.
В 1778 году командующий Кавказской армией генерал-майор И. В. Якоби писал, что султан Газы Герай «изъявил преданность свою России многими опытами, выкупая наших пленных и уведомляя о тамошних обстоятельствах».
В 1780 году крымский хан Шахин Герай назначил закубанским сераскиром своего двоюродного брата Газы Герая, жившего долгое время за Кубанью, но закубанские ногайцы отказались подчиняться российскому ставленнику.
Во время русско-турецкой войны (1787—1791) сыновья Газы Герая воевали на стороне Османской империи.